# Ibrahim Shekarau
Ibrahim Shekarau, född 1955 var guvernör i Kano, Nigeria, från den 29 maj 2003 till 2011. Han tillhörde ursprungligen det styrande partiet All Progressives Congress (APC) men meddelade 2022 att han bytt parti till New Nigeria Peoples Party (NNPP). Han var då senator.